# 24277 Шох
24277 Шох (24277 Schoch) — астероїд головного поясу, відкритий 10 грудня 1999 року.
Тіссеранів параметр щодо Юпітера — 3,584.